# ابردایفی
ابردایفی (به انگلیسی: Aberdyfi) یک شهرک در بریتانیا است که در ولز واقع شده‌است. ابردایفی ۱٬۲۸۲ نفر جمعیت دارد.